# Casa consistorial de Tudela
El Ayuntamiento o Casa Consistorial de Tudela (Navarra) es el centro administrativo de la ciudad, situado en el número 1 de la plaza Vieja, junto a la catedral. Los dos edificios agrupados y utilizados como casa consistorial datan de finales del siglo XV, y se erigieron sobre las Casas del Almudí, de Mosén Pierres de Peralta. El Ayuntamiento consta en realidad de dos edificios, uno principal que da a la plaza Vieja y un segundo que da a la calle Rúa.

## Descripción general
El edificio principal, cuya fachada asoma a la Plaza Vieja esquina con la calle Cárcel Vieja, es un edificio de tres plantas, «de esbeltas proporciones», con una galería de arcos apuntados y un alero de madera, cuya fachada fue remodelada hacia 1800 con estilo neoclásico, y ha vuelto a ser restaurada recientemente. De la estructura del edificio primitivo se conserva la crujía de la fachada principal con el zaguán y el Salón de Plenos, así como la singular bodega (que fue cárcel pública desde el siglo XVI al XIX). Del interior del Ayuntamiento destaca el Salón de Plenos, llamado antiguamente Cámara del Secreto, y utilizado desde el siglo XVII para las reuniones del Consejo de la ciudad. Es la pieza principal y más representativa del edificio actual. Es un salón amplio de planta rectangular ricamente decorado en 1919 en estilo neorrenacentista, con ricas yeserías, frisos, espejos, cuadros y ventanales con vidrieras. En la planta noble, y junto al Salón de Plenos, se articulan los espacios de Alcaldía, Secretaría General y Sala de Juntas (Consistorio).
El segundo edificio, el que da a la Calle Rúa, es un edificio de finales del siglo XVI. Su fachada presenta un blasón de finales del siglo XVI. Está habilitado en su mayor parte para las oficinas generales de la administración municipal.

## Historia y cronología de construcción
El edificio principal del Ayuntamiento fue erigido en 1490. El segundo edificio es de 1575, con cimientos de una antigua edificación también de 1490. Estos edificios han sufrido numerosas reformas, reconstrucciones y adaptaciones en los siglos XVII, XIX y XX, realizándose una remodelación total en 1994 que ha permitido recuperar la fachada, zaguán, bodegas y salas nobles. La bodega del edificio principal del Ayuntamiento fue empleada desde 1562 a 1841 como cárcel pública.